# Vålse Sogn
Vålse Sogn 
ist eine ehemalige Kirchspielsgemeinde (dän.: Sogn) auf der Insel Falster im südlichen Dänemark. Bis 1970 gehörte sie zur Harde Falsters Nørre Herred im damaligen Maribo Amt, danach zur Nørre Alslev Kommune im Storstrøms Amt, die im Zuge der  Kommunalreform zum 1. Januar 2007 in der Guldborgsund Kommune in der Region Sjælland aufgegangen ist.

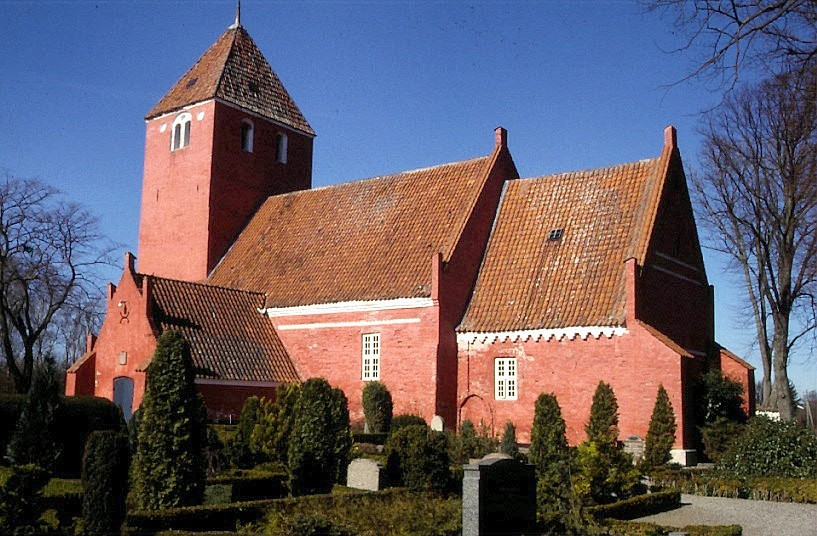
Vålse Kirke

Im Kirchspiel lebten am 1. Oktober 2019 420 Einwohner. Im Kirchspiel liegt die Kirche „Vålse Kirke“.
Nachbargemeinden waren im Osten Nørre Vedby Sogn und im Süden Kippinge Sogn.
Am 1. Januar 2020 wurden Brarup Sogn, Kippinge Sogn, Nørre Vedby Sogn, Stadager Sogn und Vålse Sogn zum Nordvestfalster Sogn vereinigt.
Die Bondekirkerne (Store und Lille Bondekirke – dt. „große und kleine Bauernkirche“) liegen im Abstand von 250 m im Vålse Vesterskov (Wald) nordwestlich von Vålse.